# エドワード・リッチ (第6代ウォリック伯爵)
第6代ウォリック伯爵および第3代ホランド伯爵エドワード・リッチ（英語: Edward Rich, 6th Earl of Warwick and 3rd Earl of Holland、1673年 – 1701年7月31日）は、イングランド貴族。1673年から1675年までリッチ卿の儀礼称号を使用した。

## 生涯
第5代ホランド伯爵ロバート・リッチとアン・モンタギュー（Anne Montagu、第2代マンチェスター伯爵エドワード・モンタギューの娘）の次男として、1673年に生まれた。1675年4月に父が死去すると、ウォリック伯爵とホランド伯爵の爵位を継承、1694年11月20日に貴族院議員に正式に就任した。
1699年3月28日、リチャード・クート（Richard Coote）を殺害した廉で貴族院の裁判を受け、殺人罪では無罪となったものの故殺罪では有罪となった。
1701年7月31日に死去、8月6日にケンジントンで埋葬された。一人息子エドワード・ヘンリーが爵位を継承した。

## 家族
1697年2月、シャーロット・ミドルトン（Charlotte Myddelton、1731年7月7日没、第2代準男爵トマス・ミドルトンの娘）と結婚、1男を儲けた。
- エドワード・ヘンリー（1698年 – 1721年） - 第7代ウォリック伯爵、第4代ホランド伯爵

第6代ウォリック伯爵の死後、シャーロット・ミドルトンは1716年8月にジョゼフ・アディソン（1672年 – 1719年）と再婚した。